# Bryum seminerve
Bryum seminerve là một loài Rêu trong họ Bryaceae. Loài này được (Hook. f. & Wilson) Müll. Hal. mô tả khoa học đầu tiên năm 1848.